# Kanton Saint-Denis-2
Der Kanton Saint-Denis-2 ist seit 1949 ein Kanton im französischen Département Réunion im Arrondissement Saint-Denis. Er umfasst einen Teil der Gemeinde Saint-Denis.